# Saipa Shisheh
SAIPA Shisheh es uno de los principales fabricantes de vidrios templados para el ramo de la industria automotriz, y es filial de la firma iraní productora de coches SAIPA, siendo también una de sus suplidoras de insumos y materias primas, tanto para el segundo mayor productor de automóviles  como para el mayor productor de camiones (SAIPA Diésel) de Irán.

## Historia
Fue fundada en una de las asambleas generales de los accionistas de su casa matriz SAIPA, el 17 de abril de 1997, bajo el acta de creación dejada en la Oficina de registro de propiedades industriales de Teherán. Se creó con Rls.700.000.000 de capital, dividido en paquetes acionarios de Rls7.000.000 de 100 unidades. Su acción se tranza en la bolsa de valores de Teherán bajo el índice SISH.

## Servicios
En sus líneas de producción se utilizan las más modernas tecnologías de almacenamiento, embarque, siempre buscando la mejora de los productos. Estos abarcan los cristales de coches en prdoducción en Irán y los países vecinos, como Siria. Dentro de su líneas se incluyen las más modernas maquinarias, sistemas de automatización de carga, corte final, corte de formas, pulido, pulimentado (diamantado), brocado y lavado de cristales. Aparte, y con el fin de entregar un producto con certificación internacional, se hace un exhaustivo plan de investigación para la mejora continua de sus procesos y productos. La amplia variedad de procesos, expertos inernacionalmente calificados y entrenados, aparte de la constante inversión en la mejora de sus procesos le permiten a la firma "SAIPA Shisheh Co." el entregar una amplia gama de productos de vidrio que siempre satisfagan las necesidades del cliente.

## Productos
La firma SAIPA Shisheh produce y/o ha fabricado autopartes de vidrio templado, fibra de vidrio y otras partes para algunos le los coches de producción en Irán tales como:
- IKCO Paykan
- Renault Pars 5
- Peugeot 405
- Peugeot ROA
- KIA Pride
- SAIPA Saba
- SAIPA Nasim
- IKCO Samand
- IKCO Soren
- SAIPA Tiba

Y cristales de otros autos ensamblados y/o en producción en Irán.